# Niels Lund Boesen
Niels Lund Boesen (født 12. januar 1966) er en dansk skuespiller og teaterinstruktør.
Boesen er uddannet folkeskolelærer fra Odense Seminarium i 1993 og blev i 1997 uddannet skuespiller fra Skuespillerskolen ved Odense Teater. Han har haft roller ved Team Teatret, Odense Teater, Holbæk Teater, Odsherred Teater, Limfjordsteatret, Jomfru Ane Teatret, Teatret Artibus, Teatret Skægspire, Randers Egnsteater og Teater Får302.
Han har i to år arbejdet som dramalærer på Askov Højskole, ligesom han har instrueret studenterrevy i Odense.

## Filmografi
- Brødre (2004)
- "Humørkort-stativ-sælgerens søn"
- Forbrydelsen (2007-2008, tv-serie)
- Hvidsten Gruppen (2012)